# 中国共产党中央委员会直属机构
中国共产党中央委员会直属机构是指直接隶属于中国共产党中央委员会的机构。根据《中国共产党工作机关条例》，中国共产党的工作机关主要包括办公厅（室）、职能部门、办事机构和派出机关。

## 中央委员会工作机关

### 中央委员会办公厅
根据《中国共产党工作机关条例》，“党委办公厅（室）是党委的综合部门，负责推动党委决策部署的落实，按照党委要求协调有关方面开展工作，承担党委运行保障具体事务。”中国共产党第二十届中央委员会设置综合部门1个：
- 中国共产党中央委员会办公厅

### 中央委员会职能部门
根据《中国共产党工作机关条例》，“党委职能部门是负责党委某一方面工作的主管部门，按照规定行使相对独立的管理职能，制定相关政策法规并组织实施，协调指导本系统、本领域工作。”中国共产党第二十届中央委员会设置职能部门6个：
- 中国共产党中央委员会组织部
- 中国共产党中央委员会宣传部
- 中国共产党中央委员会统一战线工作部
- 中国共产党中央委员会对外联络部
- 中国共产党中央委员会社会工作部
- 中国共产党中央委员会政法委员会

（中央组织部保留国家公务员局牌子。中央宣传部加挂国务院新闻办公室、国家新闻出版署（国家版权局）、国家电影局牌子。中央统一战线工作部保留国务院侨务办公室和国家宗教事务局牌子。）

### 中央委员会办事机构
根据《中国共产党工作机关条例》，“党委办事机构是协助党委办理某一方面重要事务的机构，一般是指党委为加强跨领域、跨部门重要工作的领导和组织协调而设立的议事协调机构的常设办事机构，承担议事协调机构的综合性服务工作，可以根据有关规定履行特定管理职责。”中国共产党第二十届中央委员会设置办事机构10个：
- 中国共产党中央委员会政策研究室
- 中央国家安全委员会办公室
- 中央网络安全和信息化委员会办公室
- 中央军民融合发展委员会办公室
- 中共中央港澳工作办公室
- 中共中央台湾工作办公室
- 中央财经委员会办公室
- 中央外事工作委员会办公室
- 中央机构编制委员会办公室
- 中央金融委员会办公室

（中央政策研究室加挂中央全面深化改革委员会办公室牌子。中央全面依法治国委员会办公室设在司法部。中央审计委员会办公室设在审计署。中央教育工作领导小组秘书组设在教育部。中央网络安全和信息化委员会办公室与国家互联网信息办公室一个机构两块牌子。中共中央台湾工作办公室与国务院台湾事务办公室一个机构两块牌子。中央机构编制委员会办公室接受中央组织部统一领导。中央金融委员会办公室与中央金融工作委员会合署办公。中央科技委员会办公室设在科技部。）

### 中央委员会派出机关
根据《中国共产党工作机关条例》，“党委派出机关是党委为加强对特定领域、行业、系统领导而派出的工作机关，根据有关规定代表党委领导该领域、行业、系统的工作。”中国共产党第二十届中央委员会设置派出机关4个：
- 中国共产党中央委员会中央和国家机关工作委员会
- 中国共产党中央委员会香港工作委员会
- 中国共产党中央委员会澳门工作委员会
- 中央人民政府驻香港特别行政区维护国家安全公署（副部级）

（中央金融工作委员会与中央金融委员会办公室合署办公。中共中央香港工作委员会与中央人民政府驻香港特别行政区联络办公室，中共中央澳门工作委员会与中央人民政府驻澳门特别行政区联络办公室，一个机构两块牌子，列入中共中央直属机关序列。中央人民政府驻香港特别行政区维护国家安全公署，列入中共中央直属机关序列。）

## 中央委员会直属事业单位
根据《中国共产党工作机关条例》，“党委直属事业单位、设在党的工作机关或者由党的工作机关管理的机关，参照本条例执行，法律法规和中央另有规定的除外。”中国共产党第二十届中央委员会设置直属事业单位9个：
- 中共中央党校
- 中国共产党中央委员会党史和文献研究院
- 《人民日报》社
- 《求是》杂志社（副部级）
- 《光明日报》社（副部级）
- 中国浦东干部学院（正厅级）
- 中国井冈山干部学院（正厅级）
- 中国延安干部学院（正厅级）
- 中央社会主义学院（副部级）

（中共中央党校与国家行政学院，一个机构两块牌子。中共中央党史和文献研究院加挂中共中央编译局牌子。）

## 中央委员会直属机关的下属机构
根据《国务院关于部委管理的国家局设置的通知》，“国家档案局与中央档案馆、国家保密局与中央保密委员会办公室、国家密码管理局与中央密码工作领导小组办公室，一个机构两块牌子，列入中共中央直属机关的下属机构序列。”中国共产党第二十届中央委员会直属机关设置下属机构4个：
- 中央档案馆（国家档案局）（副部级），由中央办公厅管理。
- 中央保密委员会办公室（国家保密局）（副部级），由中央办公厅管理。
- 中央密码工作领导小组办公室（国家密码管理局）（副部级），由中央办公厅管理。
- 中共中央直属机关事务管理局（副部级），由中央办公厅管理。

## 外部連結
- 中共中央机构沿革概要，中国机构编制网，2011-06-30
- 中共中央直属机构及负责人，中国共产党新闻网
- 中共中央直属机构，新華網（页面存档备份，存于）
- 中共中央直属机构，人民网

### 附：中共中央直属机关序列其他副部级以上机构

#### 中共中央直属机关所属机构
中共中央办公厅内设机构
- 中共中央办公厅调研室（副部级）

中共中央宣传部管理的事业单位
- 中国外文出版发行事业局（副部级）

中共中央宣传部直属事业单位
- 《经济日报》社（副部级）

#### 中央议事协调机构的单设办事机构
- 中央空中交通管理委员会办公室